# Richard Plugge
Richard Plugge (Zoetermeer, 7 december 1969) is een Nederlands manager en journalist die sinds 2012 werkzaam is als directeur van het huidige Team Visma I Lease a bike waarin een wieler- en schaatsploeg zijn verenigd. 
Plugge was eerder werkzaam als journalist voor diverse kranten en tijdschriften. Vanaf 1999 werkte hij bij Sanoma, onder andere als hoofdredacteur van het tijdschrift Fiets. Vervolgens werkte hij bij het weekblad Sportweek en bij NU.nl als hoofdredacteur van NUsport.nl. 
Nadat Rabobank de sponsoring van de wielerploeg beëindigde, nam Plugge het directeurschap op zich. Hij vond in Belkin een nieuwe hoofdsponsor, later opgevolgd door LottoNL-Jumbo.